# Gryon anna
Gryon anna är en stekelart som beskrevs av Mikhail Vasilievich Kozlov och Kononova 1989. Gryon anna ingår i släktet Gryon och familjen Scelionidae. Inga underarter finns listade i Catalogue of Life.